# کریستوفر ابوه
کریستوفر ابوه (انگلیسی: Christopher Aboué؛ زادهٔ ۱۲ مارس ۱۹۹۳) بازیکن فوتبال اهل فرانسه است.
از باشگاه‌هایی که در آن بازی کرده‌است می‌توان به باشگاه ورزشی آمیان اشاره کرد.